# ミスズ
株式会社ミスズは、新宗教ワールドメイト教祖の半田晴久（深見東州）が代表を務める日本の商社。教育事業としてみすず学苑や「みすず学苑中央教育研究所」の出版事業、商社としては時計の輸出入や「HANDA Watch World」、「時計の恋人」の店舗運営・販売等を行う。当初の事業目的は、学習塾の経営や健康器具・食品の販売だった。

## 概要
創業者の橘カオル（徳田愛子）は、深見東州（半田晴久）とともにコスモメイト（現ワールドメイト）を運営した人物である
1977年に深見東州と橘カオル（徳田愛子）が出会った。深見と橘は共に霊能力者であったといわれ、深見は橘を師と仰ぐようになり、彼とその家族・仲間たちは橘家で共同生活を送るようになった。翌年1978年、橘カオルが親戚と共に杉並区南荻窪に株式会社三十鈴を設立した（橘の親戚には元大蔵省銀行局員で、その後野村総合研究所理事長になった徳田博美がおり、三十鈴創業の土地に抵当を付けている。）。会社設立には橘の兄の友人の栂村繁郎が尽力し、当初は橘が会社の中心だった。
81年に橘は会長に、90年に取締役に退き、深見が常務、深見の実父利晴が社長、深見の母志保子が取締役となり、深見家の同族経営に代わった。実権が深見家に移るのと前後して健康機器の訪問販売などを行うようになり、社屋は86年に渋谷区代々木に移った。93年まで就業規則はなく、「不眠不休」をモットーにしていたと元社員は述べている。1995年時点では、深見が常務、深見の母が取締役となっている。
深見はミスズの役員手当てで生活しており、ワールドメイトでの宗教活動はボランティアであると述べている。中小企業を中堅どころにまで育てた経験が、ワールドメイトの運営にも影響を与えている。
教育事業部、時計事業部、生活文化事業部門がある。教育事業としてみすず学苑や「みすず学苑中央教育研究所」の出版事業、商社としては時計の輸出入や時計販売店の店舗運営・販売等を行う。1995年時点では、オーストラリアのパース近くに10万坪の広大な牧場とヨットクラブを経営していた。
時計事業の直営店舗として「HANDA Watch World」を開設しているが、大阪、名古屋、仙台の店舗は、ワールドメイトエリア本部と同一の住所で営業されている。過去には、タカシマヤタイムズスクエア8F、天満屋津山店、下関大丸、鳥取大丸、近江八幡サティ、十字屋仙台店、十字屋山形店、ジャスコ秦野店、ジャスコ仙台フェスタ店、大分フォーラス、春日井サティ、伊勢丹横浜店にも出店していたがいずれも退店した。
roberto cavalli by Franck Muller（ロベルト・カヴァリ by フランク・ミュラー）、Catorex（カトレックス）、Candy Time（キャンディタイム）、DICI（ディーチ）、ROCHAS（ロシャス）、Jaermann & Stübi（ヤーマン＆ストゥービ）、Union Horlogère SA（ユニオン・オルロジェール）、just cavalli（ジャストカヴァリ）の腕時計ブランドの日本総代理店である。時計事業、教育事業のほか、事務機器、防災用品、健康食品、発送委託業務なども扱っている。
- 2017年1月 - 東京ヴェルディ1969とコーポレートパートナー契約を締結し、プラクティスシャツの胸スポンサーとなる[8]。なお、半田が会長をつとめる国際スポーツ振興協会（ロゴは「ISPS HANDA」）は、2017年期から東京ヴェルディの胸スポンサーをつとめていた[9]が、翌2018年をもって当クラブの出資企業側の意向でスポンサー契約を終了している[10]。

時計ブランド取り扱い店として、「腕時計ユーザー」、「腕時計ブランド」を育てる役割も担っているとしている。

## 分析
1978年、橘カオルが親戚と共に杉並区南荻窪に株式会社三十鈴を設立した（橘の親戚である元大蔵省銀行局員・野村総合研究所理事長の徳田博美が、三十鈴創業の土地に抵当を付ける）。創業時の事業目的は、学習塾の経営や健康器具・食品の販売である。1980年に商事部を置く。1981年に橘は会長に、深見の実父が社長に就任し、90年に橘は取締役に退く。1995年に、深見が常務、深見の母が取締役に就任して以降、健康機器の訪問販売などにも販路を拡大した。

## 沿革
- 1977年 - 橘カオルと深見東州が出会う。
- 1978年 - 橘カオルが親戚と共に杉並区南荻窪に株式会社三十鈴を設立[2][4]。
- 1980年 - 商事部（現：時計事業部）を設立[4]。
- 1980年12月 - 営業本部を渋谷区代々木に設立、三十鈴株式会社に社名変更[3][2]。
- 1981年 - 橘カオルが会長になり、深見の実父利晴が社長となる。
- 1990年 - 橘カオルが取締役に退く。
- 1993年11月 - 英検一級塾（現：英検1級・TOEIC®Test・TOEFL®Test塾）を設立
- 1996年10月 - タカシマヤタイムズスクエアのオープンとともに、「バラエティウオッチ百貨時店・新宿高島屋店」を開設[12]
- 1999年 - ニクソン (時計メーカー)の取り扱いを開始[13]
- 1999年11月 - 本部、商事部を西荻窪に移転
- 2004年3月 - 本部を現住所へ移転
- 2011年11月 - 腕時計ブランド「カトレックス（CATOREX）」の日本総代理店となる[14]
- 2013年10月 - 「時計の恋人」楽天市場店、yahoo!ショッピング店を開設（「百貨時店」から「時計の恋人」へ名称変更）
- 2014年4月 - 時計直営店舗名を「時計の恋人」へ変更する[12]。
- 2015年12月 - 腕時計ブランド「ロベルト・カヴァリ バイ フランク・ミュラー（roberto cavalli by FRANCK MULLER）」の日本総代理店となる[11]。
- 2016年6月10日 - 腕時計ブランド「ユニオン・オルロジェール (Union Horlogère SA) 」が初来日、日本総代理店となる
- 2016年6月10日 - 腕時計ブランド「ディーチ（DICI）」が初来日、日本総代理店となる
- 2016年6月10日 - 腕時計ブランド「ヤーマン&ストゥービ（Jaermann & Stübi）」の日本総代理店となる
- 2016年6月10日 - 腕時計ブランド「ロシャス（ROCHAS）」の日本総代理店となる
- 2016年6月10日 - 腕時計ブランド「キャンディタイム（Candy Time）」の日本総代理店となる
- 2017年1月 - 東京ヴェルディ1969とコーポレートパートナー契約を締結[8]
- 2017年1月 - HANDA Watch World本店をオープン
- 2017年7月 - ヤーマン&ストゥービを買収、オーナーとして半田晴久が就任[15]。
- 2017年7月 - 腕時計ブランド「ハイゼック」の日本総代理店となる[16]。
- 2017年9月18日 - 第69回エミー賞授賞式をスポンサード[17]。
- 2017年11月 - HANDA Watch World 吉祥寺・宇宙時計店をオープン

## 広報

### CMイメージキャラクター
- Miracle Vell Magic（「Candy TIME by Madison New York」）2016年 - 2018年
- 藤岡弘、（HANDA Watch World）2018年 - 2019年
- 小泉孝太郎（HANDA Watch World「Jaermann & Stübi」ゴルフ編・ホテル編）2023年 - 2025年2月
- ヒロミ（HANDA Watch World「Jaermann & Stübi」）2025年3月15日 - 現在

## 製品
- 太平洋のご来光トゥールビヨン（限定100本、88万円＋税）-2017年3月発売[18]
  - 社長の半田の代表的絵画である「太平洋のご来光」とトゥールビヨン搭載の機械式腕時計のコラボ商品。

## テレビの提供番組
- 「古閑美保のスマートゴルフレッスン〜もう一つ上のレベルを目指して〜」（FOXスポーツ&エンターテイメント）2016年6月-12月
- 「ミスズPresents 博多華丸×ホークス 熱男!! ゴルフと本音酒」（FOXスポーツ&エンターテイメント）2017年1月-3月
- 「Good Luck!」（とちぎテレビ）2021年1月 -
- 「ぐっさん家」(東海テレビ)
- 「どさんこワイド179」（札幌テレビ）火曜・金曜17時台番組提供

## 関連文献
- 井上順孝 孝本貢 対馬路人 中牧弘允 西山茂『新宗教・教団事典』弘文堂、1996年1月。ISBN 4335160283。2018年1月31日閲覧。